# アレックス・ギルバート
サーシャ・アレクサンダー・ギルバート（Sasha Alexander Gilbert, ロシア語: СашаАлександр "Алекс" Гилберт, 1992年4月1日 - ）は、ロシア生まれのニュージーランド養子縁組擁護者、作家、メディアプレゼンターで、2015年に設立した団体「I'm Adopted」の創設者。
アレックス・ギルバート（出生時の名前はグソフスコイ・アレクサンドル・ヴィクトロヴィッチ）はアルハンゲリスクで生まれ、1994年にニュージーランドの両親の養子となるまで、最初の2年間は地元の孤児院に預けられた。2013年、ギルバートは縁もゆかりもないロシア人の遺伝上の両親を探し始め、その居場所を突き止めた。遺伝上の父親は、ギルバートが2013年に連絡を取るまで、ギルバートの存在を知らなかった。
2015年、ギルバートは養子縁組者の支援ネットワーク「I'm Adopted」を設立。ギルバートはその養子縁組活動が評価され、2018年の「ヤング・ニュージーランダー・オブ・ザ・イヤー」や2020年の「ニュージーランダー・オブ・ザ・イヤー」など、いくつかの賞にノミネートされている。
ギルバートは国際養子縁組に関するテレビ番組やドキュメンタリー番組に何度か出演し、2冊の本を書いている。擁護活動以外にも、ギルバートはメディアやテレビで活躍し、自身のYouTubeチャンネルに定期的に動画を公開している。

## 若いころ
アレックス・ギルバートは1992年4月1日、ロシアのアルハンゲリスクでミハイル・ヴィクトロヴィッチ・コフコフとタチアナ・タイムラゾヴナ・グソフスカイアの間にグソフスコイ・アレクサンダー・ヴィクトロヴィッチとして生まれた。ギルバートは生まれた後、母親にアルハンゲリスクの孤児院に預けられた。遺伝上の父親であるミハイルは、アレクサンダーが自分を探していることをネット上のメッセージで知り、2013年までアレクサンダーの存在を知らなかった。アレクサンダーの出生証明書と養子縁組の書類にある父親の名前は改ざんされていた。
1994年、ニュージーランドのマークとジャニスのギルバート夫妻は、アレクサンダーと弟のアンドレイを養子に迎えた。1994年、アレクサンダーはサーシャ・アレクサンダー・ギルバートに改名された。ギルバート一家はニュージーランドのファンガレイに住み、アレックスは18歳になるまでそこで暮らした。2011年初め、ギルバートはテレビの勉強と仕事のためにオークランドに移った。

## キャリア

### 2013–2014

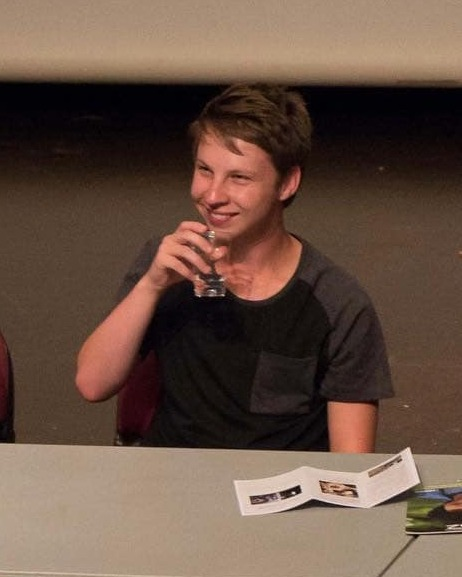
2015年のアレックス・ギルバート

2009年に失敗した後、ギルバートは2013年に生みの親探しを再開した。彼はロシアのソーシャル・ネットワーキング・サイトを使って両親を探した。2013年11月、ギルバートは初めて生みの親に会うためにロシアを訪れた。
ギルバートの旅と生みの親との面会の様子は、ニュージーランドのTV Oneの時事番組『Sunday』で撮影され、2014年に放送された。同年、ギルバートは自伝的著書『My Russian Side』を執筆し、自伝的ドキュメンタリー映画とともに発表した。

### 2015-2017
2015年7月、ギルバートは養子縁組をした人々が自分のストーリーを共有できるオンラインコミュニティと登録慈善団体 「I'm Adopted 」を設立した。このプロジェクトは、世界中の養子縁組者がソーシャルメディアを通じて養子縁組に関する個人的な経験を共有するためのプラットフォームである。このプロジェクトでは、ミートアップやイベントも開催しており、英語、ロシア語、スペイン語など複数の言語で利用できる。2019年以降、「I'm Adopted」はポッドキャストも制作している。
2017年2月、ギルバートはニュージーランド国会で開催されたI'm Adoptedとそのプロジェクトの認知度を高めるためのイベントで主要なスピーカーを務め、ニュージーランド国間養子縁組のディレクターであるウェンディ・ホークも同席した。
2017年10月、ギルバートはロシアに行き、1994年に去って以来初めてアルハンゲリスクの孤児院を訪れた。彼は翌年、孤児院に戻った。ギルバートはまた、養子縁組の慈善団体Arifmetika Dobraのために、モスクワで養子縁組をしたティーンエイジャーや両親と話をした。ギルバートはまた、モスクワに本部を置く元ロシア連邦児童権利委員アンナ・クズネツォワにも会った。
2017年11月、ギルバートはソーシャルメディアプラットフォームRedditで実父との初対面の動画を共有した。この動画は拡散し、LADbibleのFacebookページで公開された。

### 2018-2019
2018年初め、ギルバートは2冊目の自叙伝『I'm Adopted』を自主出版した。6月下旬には、この本に基づいた長編インタビューが公開された。ギルバートは2018年10月、ロシアのアルハンゲリスクにある孤児院のために物資を集め、手渡した。 2018年7月、ギルバートはカナダのモントリオールで開催された国際養子縁組研究会議6でビデオリンクを通じて講演し、2018年8月1日にはアイルランドのゴールウェイで初のI'm Adopted海外ミートアップを主催した。

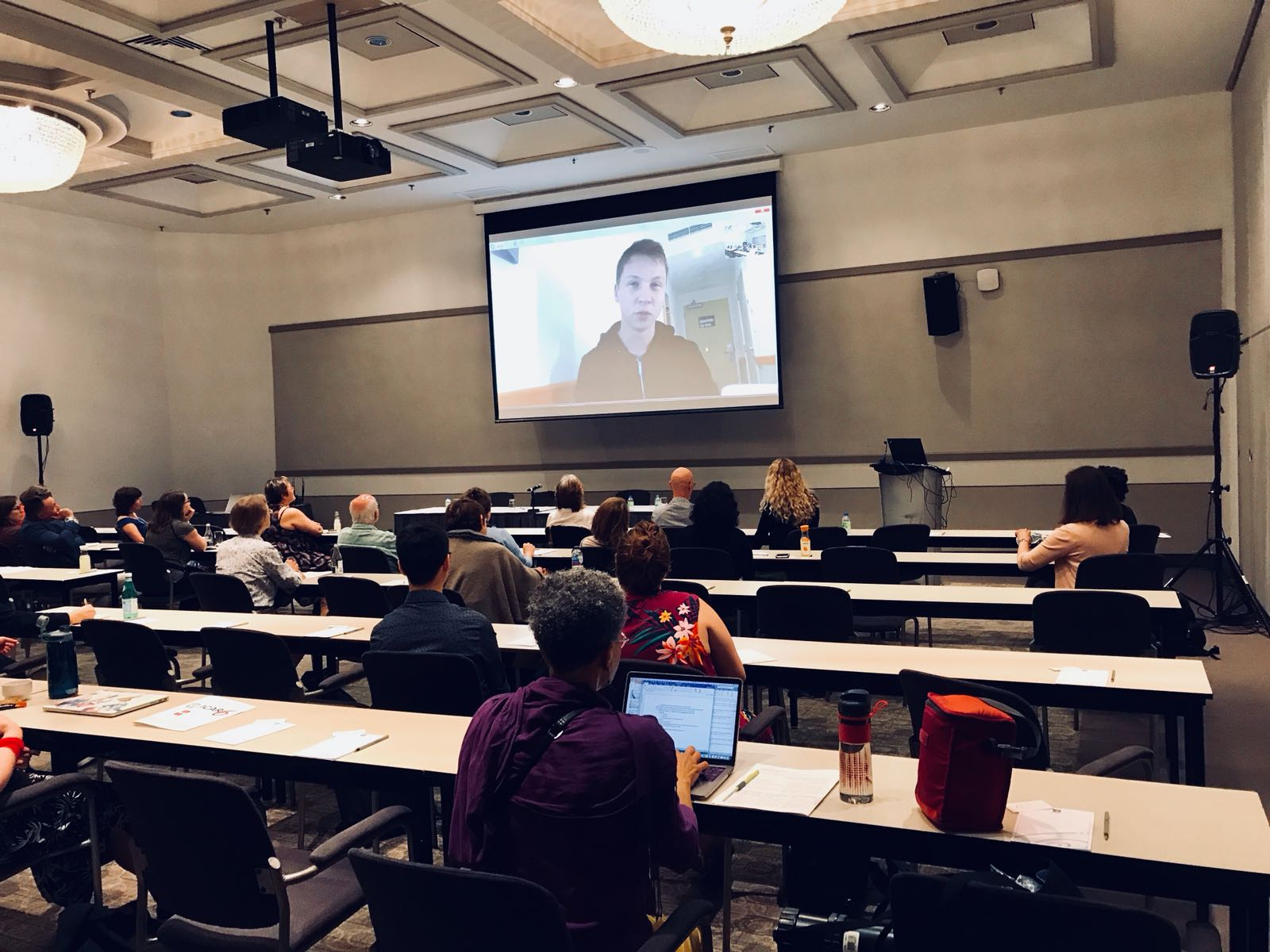
アレックス・ギルバートは、2018 年にカナダのモントリオールで開催された「International Conference on Adoption Research 6」でビデオを通じて講演しました。

2019年1月、『Я - приёмный сын（僕は養子）』と題された自伝のロシア語版が、ロシア・モスクワのティムチェンコ財団の支援により、物理的な限定発売が行われた。この本はロシアのアルピナブックスから出版され、モスクワのロシア国立図書館に1冊所蔵されている。

### 2020
2020年9月、ギルバートは『I'm Adopted』でマサチューセッツ大学アマースト校のラッド養子縁組プログラムに貢献した。 翌年、ギルバートは2019年のヤング・ニュージーランダー・オブ・ザ・イヤーにノミネートされた。
ギルバートはスタフのドキュメンタリー映画『Emma』（2020年）に出演し、エマという名の少女がロシアにいる生みの親を探す手助けをする。エマはその後ロシアを訪れ、生みの親に初めて会う。2021年、このドキュメンタリーはその年のボイジャー・インターネット・メディア・アワードで最優秀ドキュメンタリー賞を受賞した。

### 2021
2021年の初め、ギルバートは一時的にロシアに移住し、主にモスクワ地方で暮らした。ギルバートは、YouTubeチャンネルに動画を公開して、そこでの時間を記録した。また、ルイビンスクで実母のタチアナと再会し、サンクトペテルブルクで実父のミハイルとその家族とも再会した。 また、ウラジーミル州のアルハンゲリスク村や西シベリアのアルタイ地方も訪れた。ギルバートは滞在中に『Reunited』の撮影も完了した。約6か月後、2021年7月末までに、ギルバートはニュージーランドに戻った。

### 2022
2019年9月、TVNZはギルバートが「Reunited」というテレビシリーズのホストを務めると発表した。この番組は、彼の「I'm Adopted」での活動や、養子縁組された人々が生みの親を見つけるための支援に焦点を当てている。このシリーズの撮影は2021年に終了した。ギルバートはこのシリーズの脚本とナレーターも務めた。シーズン1は2022年2月にTVNZ 1で放送され、ギルバートの養子に対する思いやりが評価された。このシリーズは、その撮影技術で注目された。

### 2023年以降
2022年11月から、ギルバートは自身のYouTubeチャンネルを通じて、初のオンライン継続シリーズ「An Adoption Story」の公開を開始しました。このシリーズでは、アレックスが他の養子縁組者たちと会い、彼らの物語を共有する様子が描かれています。このシリーズはニュージーランド、米国、イタリアで撮影されました。2023年9月、2023年シーズンがAmazonプライムで公開されました。「養子縁組物語」の2番目のシリーズは2024年6月に始まりました。
ギルバートがカザフスタンで実の家族のつながりを探す物語を追ったドキュメンタリー短編映画「My Kazakhstan Connection」は、2024年に公開される予定です。

## 私生活
アレックス・ギルバートは、東ヨーロッパ、ロシア、バルト海、西アジアの血を引いている。ギルバートは、2022年のロシア侵攻がロシアの家族とウクライナのキエフ北部の村に住む親戚に与えた影響について、自身のFacebookページで言及した。ウクライナのギルバートの親戚は、実母タチアナの兄弟と姪である。
2023年5月、ギルバートは実の祖母を探して家族の起源をたどるため、カザフスタンのトゥルキバス村を訪れた。
ギルバートは現在、交際中である。

## 受賞歴
2018年、ギルバートは2019年のニュージーランド人オブ・ザ・イヤー賞の一環として、ニュージーランド人オブ・ザ・イヤーにノミネートされ、ニュージーランド人オブ・ザ・イヤーにもノミネートされました。2018年11月、彼は孤児院の取り組みに対してロシアのアルハンゲリスク地方保健省から功績証明書を受け取りました。
2020年11月、ギルバートは2020年ニュージーランドインパクトアワードのグローバル部門のファイナリストになりました。

## 本
- 「私のロシアの家族」My Russian Side（МояРусскаясемья）（2014）ISBN 978-1-32-002582-9 [39]
- 「私は養子になりました」I'm Adopted（Я—приемныйсын） [40] （2018） [41] [42] [43] [44]ISBN 978-1983519000 [45] [46] [47] [48] [49]